# Mario Bertok
Pour les articles homonymes, voir Bertok.
Mario Bertok est un joueur d'échecs et un journaliste yougoslave puis croate né le 2 septembre 1929 à Zagreb en Croatie et mort le 20 août 2008 dans le lac Jarun. Il fut un des meilleurs joueurs yougoslaves dans les années 1960.

## Biographie et carrière
Vainqueur du championnat de Croatie en 1956 et 1964. Bertok obtint le titre de maître international en 1957.
Il participa au championnat d'Europe d'échecs des nations en 1957 et 1961, remportant deux médailles d'argent par équipe, une médaille d'argent individuelle au neuvième échiquier (en 1957) et une médaille de bronze individuelle au quatrième échiquier (en 1961).
En 1960, il finit deuxième du championnat de Yougoslavie d'échecs, ce qui lui permit de participer à l'olympiade d'échecs de 1960 avec la Yougoslavie. Il remporta la médaille de bronze par équipe et marqua 7,5 points sur 13 au 4e échiquier, 
La même année, en 1960, il participa au tournoi zonal de Budapest où il finit à la 2e-5e place ex æquo. Ce tournoi  qualifiait pour le tournoi interzonal de 1962, tournoi de sélection pour le tournoi des candidats au championnat du monde d'échecs 1963. Un départage entre les quatre joueurs ex æquo du tournoi zonal fut organisé aux Pays-Bas et Bartok occupa une des places qualificatives. Lors de l'Interzonal de 1962 à Stockholm, il finit à la 17e-18e place avec 7,5 points sur 22.
Sa femme, Semka Sokolović-Bertok, était une actrice croate plusieurs fois championne de Croatie des jeunes.
Le corps de Mario Bertok fut retrouvé en août 2008 dans le lac de Jarun.

## Résultats dans les tournois internationaux
Dans les années 1960, Bertok participait à de nombreux tournois. Il fut :
- covainqueur à Portorož en 1958 ;
- deuxième à Cracovie en 1959 ;
- 3e -4e au tournoi d'échecs IBM d'Amsterdam en 1963  dans le groupe B ;
- deuxième au tournoi IBM, groupe B en 1964 ;
- vainqueur au départage du tournoi d'échecs de Reggio Emilia 1964-1965 ;
- 1er-4e à Vinkovci en 1965 (ex æquo avec Janosevic, Minic et Kozomara) ;
- 2e-4e du tournoi d'échecs de Reggio Emilia 1969-1970 ;
- 3e-5e à Vinkovci en 1977.